# Denis Côté
Denis Côté (ur. 16 listopada 1973 w Perth-Andover) – kanadyjski reżyser, scenarzysta i producent filmowy. Niezależny filmowiec osiadły we francuskojęzycznym Quebecu, tworzący nagradzane na całym świecie artystyczne kino eksperymentalne.
Zdobywca Nagrody im. Alfreda Bauera za innowacyjność na 63. MFF w Berlinie za film Vic+Flo zobaczyły niedźwiedzia (2013). W konkursie głównym na Berlinale startowały również jego filmy Boris bez Béatrice (2016) i Antologia duchów miasta (2019). Higiena społeczna (2021) przyniosła mu zaś nagrodę za najlepszą reżyserię w sekcji "Spotkania" na 71. MFF w Berlinie.
Reżyser zasiadał w jury sekcji „Spotkania” na 74. MFF w Berlinie (2024).